# Herbert Paetzold

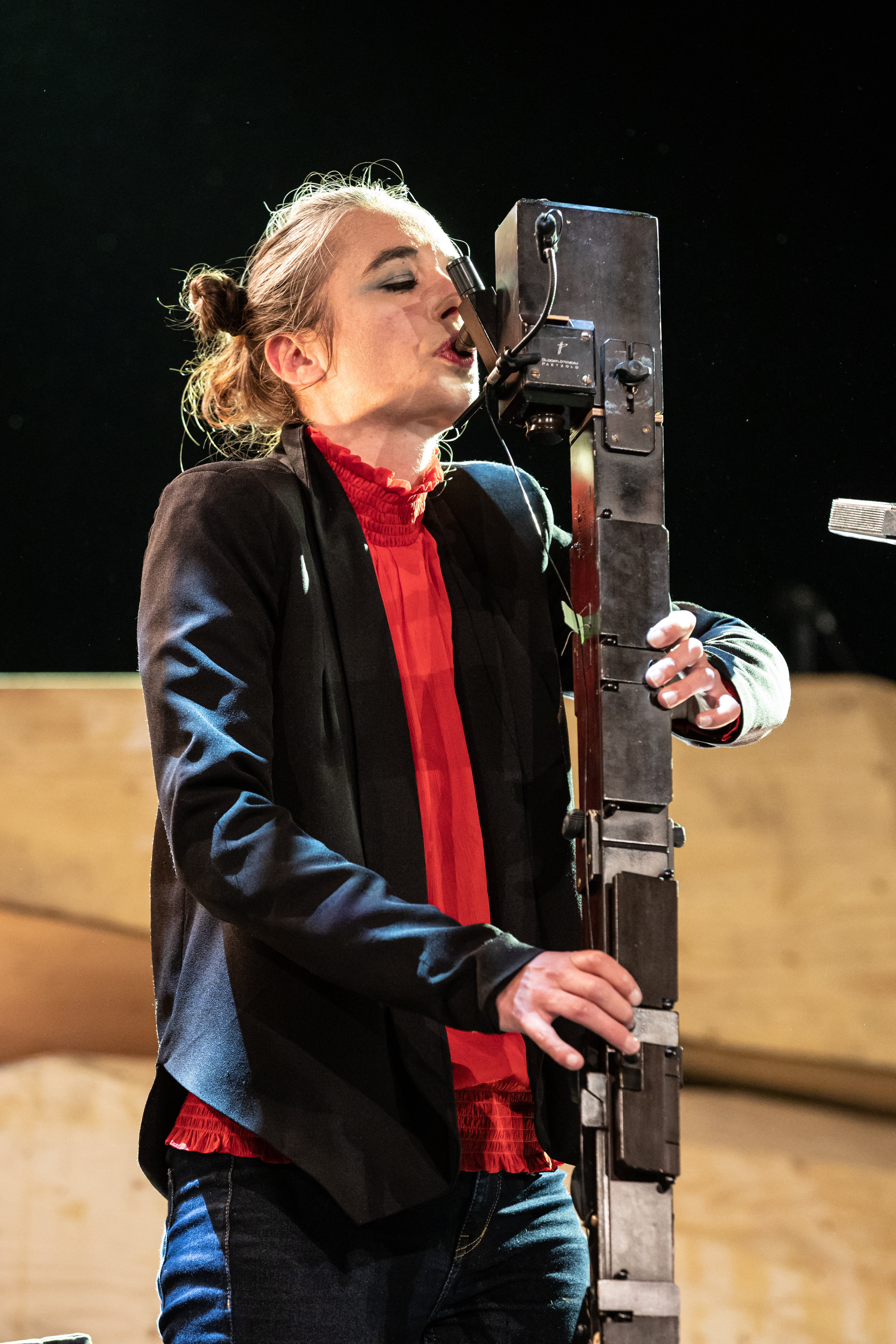
Josephine Bode mit Subbassblockflöte

Herbert Paetzold (* 19. Mai 1943) ist ein deutscher Holzblasinstrumentenmacher, der durch die Entwicklung viereckiger Bassblockflöten weltweite Bekanntheit erlangte.

## Leben
Herbert Paetzold begann seine Berufsausbildung mit einem Studium der Elektrotechnik. Als Student arbeitete er als Bühnenbeleuchter am Residenztheater in München. Er brach sein Studium ab und wechselte als Beleuchter zu den Festspielen nach Salzburg. Weitere Engagements folgten bei Filmen von Rainer Werner Fassbinder. 1975 fing er auf Anregung seines Onkels Joachim Paetzold an, viereckige Blockflöten zu bauen. Joachim Paetzold war Holzblasinstrumentenbauer und hatte bereits einen Prototyp einer viereckigen Blockflöte entworfen. Joachim und Herbert Paetzold meldeten 1975 die viereckigen Blockflöten als Patent an. 1975 eröffnete Herbert Paetzold in München ein Geschäft für Blockflöten und Cembali. Durch einen Artikel in der Fachzeitung Tibia wurde der niederländische Blockflötist Frans Brüggen auf die Instrumente von Paetzold aufmerksam und bestellte drei viereckige Kontrabassblockflöten. 1996 kaufte das Ehepaar Paetzold das Haus der ehemaligen Orgelbauwerkstatt Hindelang in Ebenhofen und richtete dort den sogenannten „Flötenhof“ ein. 2012 gingen die Rechte an den viereckigen Bassblockflöten an die Werkstatt Kunath in Fulda über, die sie unter der Modellbezeichnung Paetzold by Kunath herstellt und vertreibt.

## Instrumente
Die Blockflöten in viereckiger Bauform werden in verschiedenen Größen gefertigt. Als Material kommen Birkensperrholz, Kirschbaumholz und auch Kunststoff („Resona“) zum Einsatz.
- Tenorblockflöte
- Bassetblockflöte
- Großbassblockflöte
- Kontrabassblockflöte
- Subgroßbassblockflöte
- Subkontrabassblockflöte

## Künstler, die Blockflöten von Herbert Paetzold spielen
- Josephine Bode
- Frans Brüggen
- Angélica Castelló
- Flautando Köln
- Daniel Koschitzki[6]
- Andrea Ritter[7]
- Jan Van Hoecke[8]
- Seldom Sene (Niederlande)
- Spark
- Quinta Essentia Quarteto (Brasilien)